# Jeff the Killer

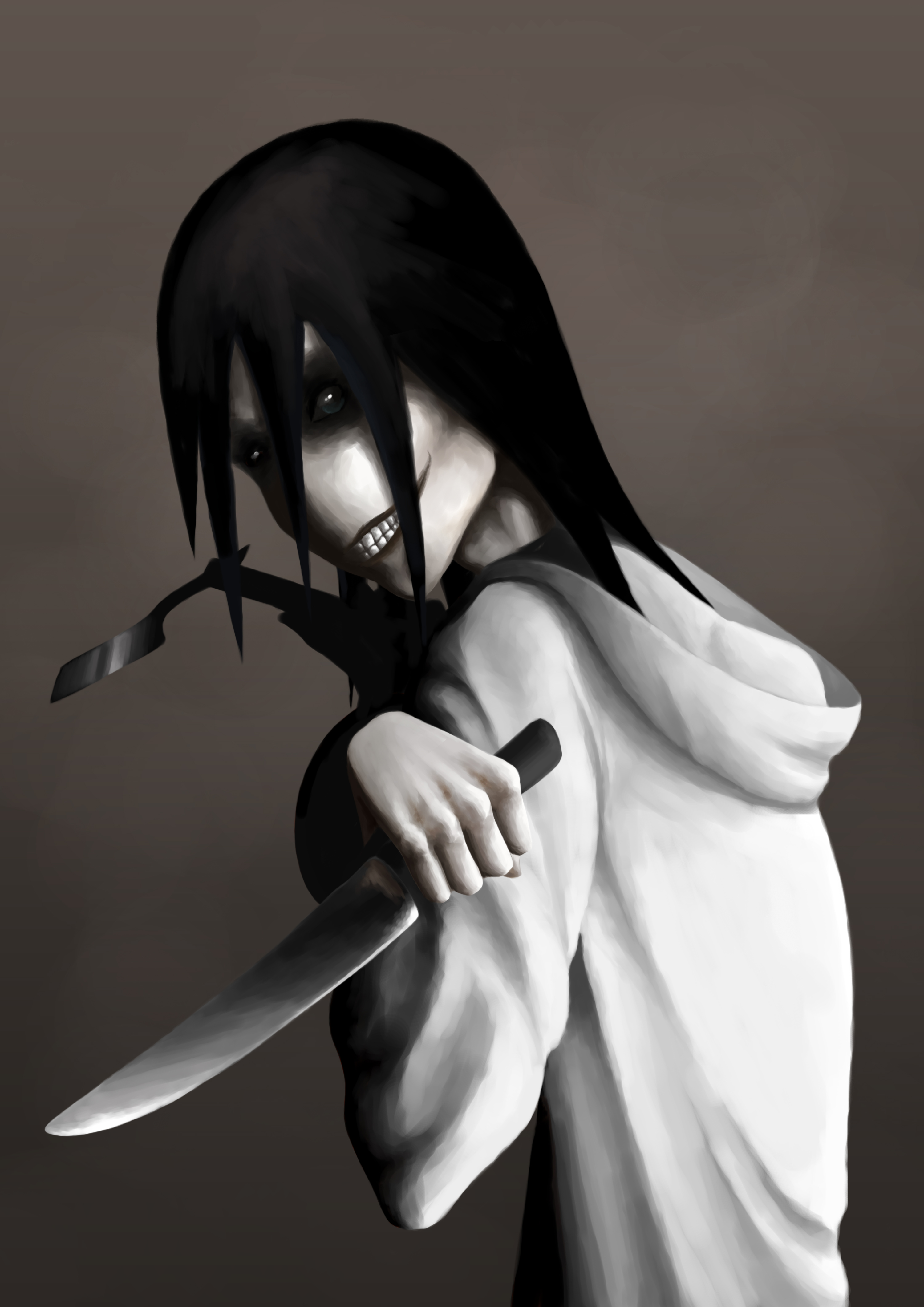
Jeff the Killer

Die Geschichte von Jeff the Killer gehört als Horrorgeschichte, die im Internet verbreitet wird, zu den bekannteren und ältesten Creepypasta. Die Erzählung handelt von einem 13-jährigen Jugendlichen namens Jeffrey Woods, der durch einen Unfall grausam entstellt wird, in der Folge den Verstand verliert, seine Feinde ermordet und anschließend quer durch die Vereinigten Staaten zieht, um weiter zu morden, wobei die Auswahl seiner Opfer willkürlich ist. Sein entstelltes Gesicht und sein Spruch „Go to sleep!“ (Englisch für „Geh schlafen“) zählen zu seinen Markenzeichen. Jedoch sei jeder unter 13-Jährige vor ihm sicher.

## Entstehung
Am 3. Oktober 2008 lud ein YouTube-Nutzer mit dem Pseudonym Sesseur erstmals die Geschichte des Jeff the Killer hoch. Am 12. August 2012 veröffentlichte ein unbekannter Autor, auch wieder mit dem Benutzernamen Sesseur, eine „verbesserte“ Version auf der Website creepypasta.com. Letztere ist die heute „offiziell“ akzeptierte Version der Geschichte.
Die Figur Jeff the Killer sowie dessen Geschichte gelten als reine Fiktion. Für die Existenz eines Jeff the Killer gibt es keine Beweise.

## Geschichte
In der ursprünglichen Version rutscht Jeff beim Reinigen seiner Badewanne auf einem Stück Seife aus, anschließend spritzt Säure auf sein Gesicht. Nachbarn hören seinen Hilfeschrei und bringen ihn ins Krankenhaus. Jeff ist anschließend äußerlich wie innerlich verändert und startet eine Mordserie. Eine spätere Version ist ausführlicher und weiter verbreitet. Jeff ist hier ein 13-jähriger Schüler, der mit seiner Familie in eine neue Nachbarschaft gezogen ist. Als er am Morgen nach dem Umzug mit seinem Bruder auf den Bus wartet, der ihn zur Schule bringt, tauchen drei Jugendliche auf und erpressen Jeff und seinen Bruder um Geld. Als Jeff sich weigert, eskaliert die Situation und es entwickelt sich ein Kampf, in dem es Jeff gelingt, die Erpresser zu überwältigen und mit seinem Bruder zu fliehen. Bereits hier keimen in Jeff schwer zu beschreibende Gefühle auf, die er als unangenehm empfindet, denn er muss feststellen, dass er Gefallen daran findet, anderen Menschen Schmerzen zuzufügen.
Am nächsten Morgen klopfen Polizisten an die Haustüre von Jeff und verhaften seinen Bruder Liu, der die Schuld auf sich nimmt und für Jeff in die Jugendstrafanstalt geht. Eine Woche später erscheinen die Gelderpresser auf der Geburtstagsfeier eines Nachbarn, zu der Jeff und seine Familie eingeladen wurden. Sie sind mit Pistolen bewaffnet und verprügeln Jeff, doch auch diesmal gelingt es ihm, einen der drei Jugendlichen zu überwältigen. Außer sich vor Wut, schlägt Jeff auf diesen ein, bis er stirbt. Die Komplizen des Getöteten schießen auf Jeff. Dieser rettet sich in das Badezimmer, wo er sich mit einem Handtuchhalter bewaffnet. Als seine Verfolger im Bad eintreffen, entwickelt sich erneut ein Kampf, in deren Folge sich der Inhalt einer Flasche Bleichmittel über Jeffs Gesicht ergießt. Einer der angreifenden Jugendlichen zündet ein Feuerzeug an und wirft es auf Jeff, der nun anfängt zu brennen und in Ohnmacht fällt.
Anschließend muss Jeff mit einbandagiertem Gesicht einige Wochen im Krankenhaus verbringen, in dem seine Mutter ihm berichtet, dass Liu freigelassen worden sei. Als der Arzt eines Tages die Bandagen auf Jeffs Gesicht entfernt, muss Jeff feststellen, dass seine Haut sich komplett weiß verfärbt hat, seine Lippen dunkelrot und seine Haare, zuvor dunkelblond, nun schwarz sind. Er verliert den Verstand, ermordet seine gesamte Familie und verschwindet, um willkürlich weiter zu morden.

## Äußere Erscheinung
Vor dem „Unfall“ auf der Geburtstagsfeier war Jeff ein „normal“ aussehender Junge mit dunkelblonden Haaren. Nach seinem Krankenhausaufenthalt ändert sich sein Aussehen und sein Charakter dramatisch: Er hat nun ein weißes Gesicht, zudem hat er sich ein Glasgow Smile in seine Wangen geritzt, damit er sich immer lächeln sehen kann. Seine Augenlider hat er sich weggebrannt, damit er sein Gesicht immerzu bewundern kann. Seine Haare sind pechschwarz und seine Nase ist verstümmelt, außerdem trägt er einen weißen Kapuzenpullover und schwarze, zerrissene Jeans. Jeff the Killer ist besessen vom Morden und hat ein stets manisches Lächeln im Gesicht. Seine Mordwaffe ist ein langes Küchenmesser, seine Opfer ermordet er vorzugsweise nachts, indem er sie beim Schlafen überrascht. Zuvor flüstert er seinem Opfer „Go to sleep!“ zu.

## Rezeption
Die Geschichte des Jeff the Killer inspirierte andere Hobbyautoren zu Fortsetzungen oder zu neuen Geschichten mit anderen Charakteren, die Ähnlichkeiten mit Jeff beziehungsweise seiner Geschichte aufweisen. Da ist beispielsweise sein Bruder Liu, der in einer neu interpretierten Erzählung der Ermordung durch seinen Bruder Jeff entkommen konnte und nun als Homicidial Liu sein Unwesen treibt, doch anders als sein Bruder tötet Liu lediglich die Kriminellen, zudem sucht er Jeff, da seine zweite Persönlichkeit (Sully) darauf aus ist, diesen zu töten. Zum anderen existiert die Geschichte der Jane the Killer, die ebenfalls auf der Jagd nach Jeff ist, weil dieser ihre Eltern ermordet hat.
2015 erschien mit Insanity: Jeff the Killer der erste Roman mit Jeff the Killer. Darin geht es um die Jugendliche Naomi Jansen, die in einem Ferienlager Jeff kennenlernt. Nach einer Serie von Mordfällen im Camp fällt der Verdacht Naomis nach einer Weile auf Jeff.